# スガワラビランジ
スガワラビランジ (Silene stenophylla) はナデシコ科マンテマ属に属する被子植物の現存種。
3万年以上前と見られる凍結した標本からの再生に成功したと2012年に報じられた。

## 生息地と特徴
スガワラビランジは極東シベリアのツンドラで育つ。一般に高さ 5-25 cm、細長い葉と大ぶりの萼を持つ。夏季に開花し、花弁は薄紫もしくは白色で割れ目がついている。通常は湿潤なツンドラ地域に育つ。スガワラビランジは、ベーリング地峡にありながら北アメリカに至らなかった2-3の植物種のうちのひとつである。

## 凍結した種の発見
2007年、凍結したスガワラビランジの種が、シベリア地方のコルィマ鉱山で生育当時の地層から発見された。放射性炭素年代測定の結果、これらの種は2万年-4万年前、更新世のものと推定された。おそらくはジリスが地面に埋めたものと考えられている。胚が傷ついているのも、ジリスによるものと思われる。

### 再生
2012年、ロシア科学アカデミーの細胞生物物理学研究所の研究チームは、放射性炭素年代測定によると31,800±300年の間凍結されていた果実からの植物組織培養に成功したと報告した。これはまだ第三者によって検証されておらず、これまでも古代種再生の報告は厳密な研究手法に拠っていないことがしばしばだった。もし今回の再生が真正のものならば、2千年前のナツメヤシの種子を再生させた記録を抜き、最も古い植物の再生ということになる。David Gilichensky が率いる研究チームは、約70箇所にのぼるジリスの冬眠用の巣穴から発見された試料を使った。このジリスはジリス亜属に属し、コリマ川下流の川岸に近い Duvanny Yar に生息していたものである。これらの巣穴は、現在の地表から20-40メートル地下で発見された。「化石化した巣穴とその中身は、埋められ同時に凍結されてから、一度も解凍されたことがない」と研究チームは述べている。果実は埋められた殆ど直後に氷結したと考えられ、それは局地的な気候変化による可能性がある。今回の場所には、60万個以上の果実と種子があった。
当初研究者たちは、果実から取り出された成熟した種子を発芽させようとしたが失敗し、果実そのものを使うことに切り替え、胎座から成体を育てることができた。研究チームは、その組織から36個の標本を育てた。それらの個体は、開花するまでは現代のものと同じ外観だったが、花は花弁がより長く間隔が開いていた。現代のスガワラビランジから生じる種子の発芽率は90%だが、今回再生された標本のそれは100%だった。これらの違いが生じた理由は不明である。
ミレニアム・シード・バンク・プロジェクトのロビン・プロバートによると、今のところ今回の成果は「用いた高等植物の標本が非常に古い点で全く類まれな例」である。この年代の生きている標本を得ることは珍しいことではないが、生育可能な状態まで復することは驚くべきことだ、と彼女は付け加えている。ロシアの科学者チームは、組織細胞がスクロースに富んでいたことが保存に役立ったと推測しており、またダメージを与えるガンマ線が当時は通常より低く、やはり発芽可能な種子が見つかっている1300年前の頃と同程度だったことを指摘している。プロバートは、スガワラビランジの再生で開発された技術がいつの日か絶滅種の再生に応用できるかもしれないと期待している。古生物学者の Grant Zazula は、以前は古代種の再生に否定的な立場を取っていたのだが、「今回の発見は、永久凍土層における古代生物の生育可能性について、我々の理解に大きく再考を迫るものだ」と述べ、自分としては報告の真正性に疑いは無いと付け加えた。